# UFC 98
UFC 98: Evans vs. Machida fue un evento de artes marciales mixtas celebrado por Ultimate Fighting Championship el 23 de mayo de 2009 en el MGM Grand Garden Arena, en Las Vegas, Nevada.

## Historia
El combate de unificación del título entre el campeón de peso pesado interino de UFC Frank Mir y el campeón de peso pesado Brock Lesnar fue originalmente programado para ser el evento principal, pero se pospuso hasta UFC 100 debido a una lesión en la rodilla de Mir.
A modo de reemplazo, Quinton Jackson, el excampeón de peso semipesado de UFC, iba a pelear contra el invicto campeón Rashad Evans, pero tuvo que someterse a una cirugía artroscópica para reparar el daño en los ligamentos de su mandíbula que recibió en un entrenamiento previo. En cambio, Evans encabezó la tarjeta contra el también invicto Lyoto Machida.
La tarjeta contó con el tan esperado ajuste de cuentas entre los entrenadores de The Ultimate Fighter 6 Matt Hughes y Matt Serra.

## Resultados
1. ↑  Por el Campeonato de Peso Semipesado de UFC.

## Premios extra
Cada peleador recibió un bono de $60,000.
- Pelea de la Noche: Matt Hughes vs. Matt Serra
- KO de la Noche: Lyoto Machida
- Sumisión de la Noche: Brock Larson